# Pierre Audigier
Pour les articles homonymes, voir Audigier.
Pierre Audigier, né le 2 juillet 1659 à Clermont (aujourd'hui Clermont-Ferrand) et mort dans cette même ville le 9 avril 1749, est un chanoine et historien auvergnat.

## Biographie
Pierre Audigier est né le 2 juillet 1659 à Clermont-Ferrand. Il est nommé chanoine de la cathédrale le 15 septembre 1706.
À partir de documents laissés par son père Jacques Audigier (Clermont, 1619 - Saint-Flour, 1698), il a composé une Histoire d'Auvergne en 10 volumes.
Il se retire en 1741 au collège des Pères Jésuites de Clermont et y meurt le 9 avril 1749. Il lègue le manuscrit de son Histoire d'Auvergne au collège des Jésuites, mais à la suite de leur expulsion en 1762 le manuscrit entre en 1768 à la Bibliothèque du Roi, aujourd'hui à la Bibliothèque nationale de France, où il est conservé sous les numéros 11477 à 11486 du fonds français.
L'Académie des Sciences, Belles-lettres et Arts de Clermont-Ferrand a publié en 1899 le premier volume, correspondant au manuscrit du Fonds Français 11477.

## Publications
- L'Origine des François et de leur empire. Paris : L. Billaine, 1676. 2 volumes.

## Collection dans les bibliothèques publiques
- Paris, Bibliothèque nationale de France
  - Histoire de l'Auvergne, vol. 1, t. 1 et 2, coll. « BnF Fonds Français » (no 11477) (lire en ligne)Tome I : Projet de l'Histoire d'Auvergne. Tome II Histoire d'Auvergne
  - Histoire de l'Auvergne, vol. 2, coll. « BnF Fonds Français » (no 11478) (lire en ligne)Tome III : Histoire des villes et localités de la Haute-Auvergne. Tome IV : Histoire des villes et localités de la Limagne
  - Histoire de l'Auvergne, vol. 3, coll. « BnF Fonds Français » (no 11479) (lire en ligne)Tome V : Histoire des villes et localités de la Limagne (suite). Tome VI : Histoire des autres villes et localités de la Basse-Auvergne
  - Histoire de l'Auvergne, vol. 4, coll. « BnF Fonds Français » (no 11480) (lire en ligne)Tome VI : Histoire des Auvergnats. Histoire de l’Église d'Auvergne
  - Histoire de l'Auvergne, vol. 5, coll. « BnF Fonds Français » (no 11481) (lire en ligne)Tome VIII : Histoire de l’Église d'Auvergne
  - Histoire de l'Auvergne, vol. 6, coll. « BnF Fonds Français » (no 11482) (lire en ligne)Tomes IX et X : Histoire de l'Eglise d'Auvergne
  - Histoire de l'Auvergne, vol. 7, coll. « BnF Fonds Français » (no 11483) (lire en ligne)Tomes XI et XII : Histoire de l’Église d'Auvergne
  - Histoire de l'Auvergne, vol. 8, coll. « BnF Fonds Français » (no 11484) (lire en ligne)Table générale en trois parties
  - Histoire de l'Auvergne, vol. 9, coll. « BnF Fonds Français » (no 11485) (lire en ligne)Histoire de la ville de Clermont en Auvergne
  - Histoire de l'Auvergne, vol. 10, coll. « BnF Fonds Français » (no 11486) (lire en ligne)Histoire de la ville de Clermont en Auvergne
- Clermont-Ferrand, Bibliothèque du patrimoine de Clermont Auvergne Métropole
  - Histoire de l’Église d'Auvergne, MS 793
  - Extraits de l'histoire manuscrite d'Auvergne en 12 volumes, MS 1064